# Variant Alpha du SARS-CoV-2
- Plus de 1 000 cas confirmés.

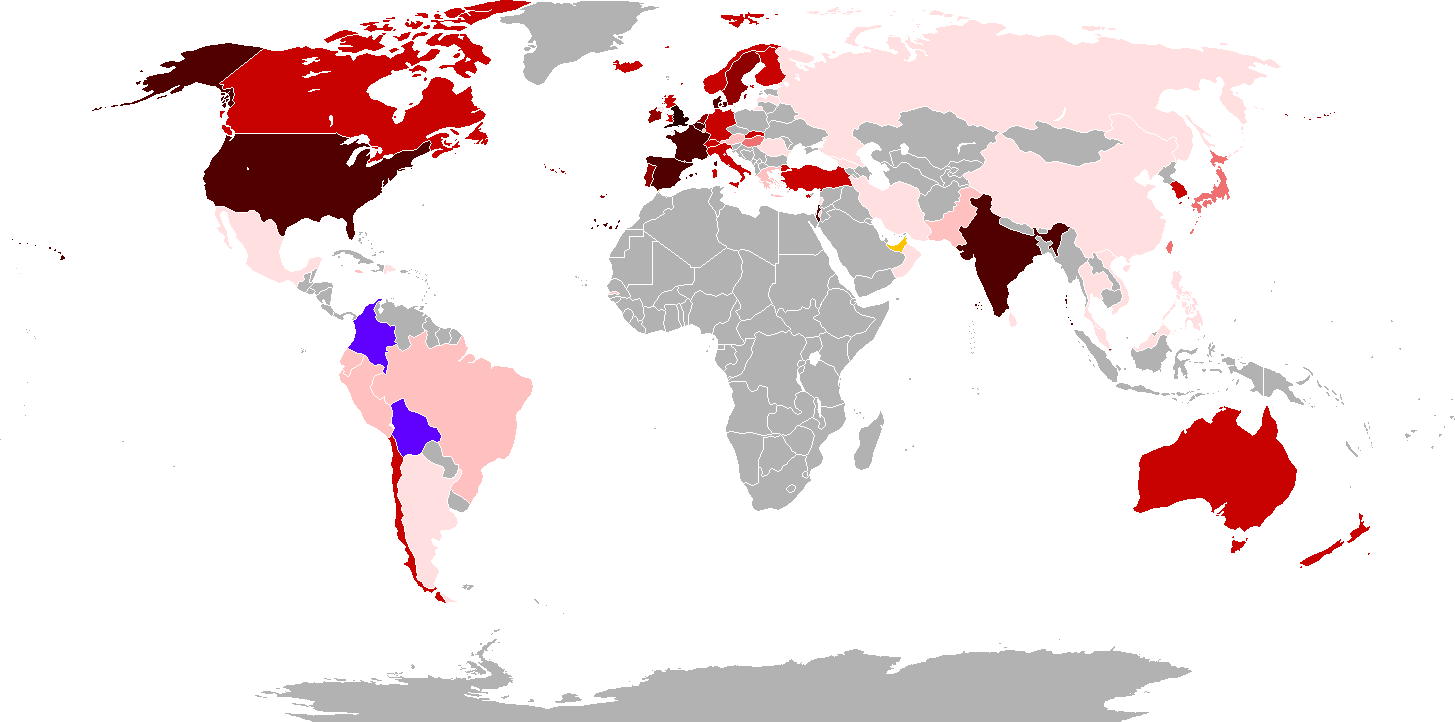
État de la propagation mondiale du variant VOC-202012/01 au 23 janvier 2021.
Plus de 1000 cas confirmés.
Entre 100 et 999 cas confirmés.
Entre 50 et 99 cas confirmés.
Entre 10 et 49 cas confirmés.
Entre 5 et 9 cas confirmés.
Entre 2 et 4 cas confirmés.
Un cas confirmé.
Cas confirmé(s) mais données indisponibles.
Cas suspecté(s).
Absence de cas ou données indisponibles.

Le variant Alpha du SARS-CoV-2, aussi appelé B.1.1.7 voire VOC-202012/01, ou Variant of Concern 202012/01, précédemment VUI-202012/01, aussi surnommé « variant anglais » ou « variant britannique », est un variant du SARS-CoV-2, coronavirus responsable de la Covid-19. Il a été détecté pour la première fois en octobre 2020 au cours de la pandémie de Covid-19 au Royaume-Uni à partir d'échantillons prélevés le mois précédent, et s'est rapidement propagé à partir de mi-décembre 2020. Sa propagation est corrélée avec une augmentation significative du nombre de cas de Covid-19 au Royaume-Uni. On pense que cette augmentation est au moins en partie due à une mutation N501Y du péplomère S du virus affectant le domaine de liaison au récepteur, ou RBD (pour receptor-binding domain), susceptible de se lier à l'enzyme de conversion de l'angiotensine 2 (ACE2) : un résidu d'asparagine est remplacé par une tyrosine en position 501.

## Propriétés

### Mutations
Les mutations du SARS-CoV-2 sont fréquentes : plus de 4 000 mutations ont été détectées en décembre 2020 rien que dans la glycoprotéine S. L'analyse des mutations est un moyen courant de tracer la diffusion des virus dans une population. Outre le fait qu'elle a pu par exemple montrer que le SARS-CoV-2 s'est répandu au Royaume-Uni à partir d'un millier de points d'entrée, elle a également permis de montrer qu'un variant portant la mutation G614 a complètement remplacé les souches portant la mutation D614.
Le variant VOC-202012/01 est caractérisé par 23 mutations : 
- quatre délétions,
- treize mutations non synonymes,
- six mutations synonymes[2];

soit 17 mutations induisant un changement d'acide aminé dans les protéines traduites à partir de l'ARN viral.
En février 2021, la mutation E484K, impactant la protéine de pointe du virus, ce qui le rend similaire aux variants sud-africain et brésilien, se répand principalement dans le sud-ouest de l'Angleterre et inquiète les scientifiques.

### Transmissibilité
Les chercheurs britanniques du NERVTAG (en) indiquent le 18 décembre 2020 que, selon toute vraisemblance, le variant VOC-202012/01 est significativement plus contagieux que les autres. Les données dont ils disposent sont toutefois insuffisantes pour expliquer le mécanisme sous-jacent de cette transmissibilité accrue, la répartition des cas selon l'âge ou à la sévérité des cas. Ils estiment, au vu du doublement de la prévalence relative de ce variant tous les 6,4 jours, qu'il est deux fois plus contagieux que le virus original, avec un coefficient de sélection de 70 %,. Ils identifient également une corrélation entre un taux de reproduction plus élevé et la détection du variant B.1.1.7.5. Bien qu'il puisse y avoir d'autres explications, il est probable que cette corrélation provienne d'une plus grande transmissibilité de ce variant ; les analyses en laboratoire devront clarifier ce point.
L'une des mutations les plus significatives du variant VOC-202012/01 est la N501Y. Cette mutation affecte le motif de liaison au récepteur, ou RBM (pour receptor-binding motif), groupe de résidus du RBD qui entrent directement en contact avec l'ACE2 humaine. Les mutations à ce niveau modifient la reconnaissance des anticorps et la spécificité de liaison du péplomère S à l'ACE2.

### Gravité
Le NERVTAG estime le 18 décembre 2020 qu'il n'y a pas assez de données pour conclure quant à la sévérité du Covid-19 induit par le variant VOC-202012/01 du SARS-CoV-2. Les autorités britanniques indiquent le lendemain qu'il n'y avait pas de preuve à cette date que le nouveau variant du virus soit plus létal ou qu'il réponde différemment aux vaccins ou aux traitements,.
Le séquençage du variant VOC-202012/01 a mis en évidence une mutation Q27stop — remplacement du résidu de glutamine en position 27 par un codon-stop — qui tronque la protéine issue de l'ORF8 (cadre de lecture ouvert no 8) ou la rend inactive. Lors d'une étude antérieure, des variants de SARS-CoV-2 dépourvus de gènes du cadre de lecture ouvert no 8 ont été associés à des symptômes plus légers et un meilleur pronostic.
La délétion en positions 69-70 de la glycoprotéine S a été observée « chez des virus qui évitent la réponse immunitaire de certains patients immunodéprimés » et a été également trouvée « associée à d'autres modifications du RBD ».

### Efficacité des vaccins
Fin 2020, plusieurs vaccins étaient en cours de développement ou déjà utilisés contre la Covid-19. La plupart d'entre eux ciblent la glycoprotéine S comme antigène principal, et le variant VOC-202012/01 du SARS-CoV-2 présente plusieurs mutations sur cette protéine. Néanmoins, le système immunitaire produit des anticorps ciblant plusieurs régions de cette protéine en réponse à ces vaccins, de sorte qu'on estime peu probable qu'une mutation sur le péplomère S affecte l'efficacité de ces vaccins. Cependant, il est possible que l'accumulation des mutations rende nécessaire de modifier les vaccins. Le SARS-CoV-2 mute plus lentement que les virus de la grippe par exemple, de sorte que les vaccins qui auront été efficaces fin 2020 sont ceux qui pourront être ajustés si nécessaire.
Pourtant en février 2021, les scientifiques s’inquiètent de la mutation E484K du variant britannique, présente principalement dans le sud-ouest de l'Angleterre, qui pourrait affecter l'efficacité des vaccins.

### Tableau
| Cas par pays (mis à jour le 14 juillet 2021) GISAID | Cas par pays (mis à jour le 14 juillet 2021) GISAID | Cas par pays (mis à jour le 14 juillet 2021) GISAID |
| Pays                                                | Cas confirmés                                       | Dernier cas signalé                                 |
| --------------------------------------------------- | --------------------------------------------------- | --------------------------------------------------- |
| Royaume-Uni                                         | 266,195                                             | 27 juin 2021                                        |
| Canada                                              | 226 246                                             | 6 juillet 2021                                      |
| États-Unis                                          | 201,185                                             | 29 juin 2021                                        |
| Allemagne                                           | 101 697                                             | 28 juin 2021                                        |
| Danemark                                            | 59 856                                              | 29 juin 2021                                        |
| Suède                                               | 56 325                                              | 21 juin 2021                                        |
| France                                              | 32 208                                              | 28 juin 2021                                        |
| Pays-Bas                                            | 27 660                                              | 25 juin 2021                                        |
| Japon                                               | 27 404                                              | 1 juillet 2021                                      |
| Italie                                              | 24 075                                              | 30 juin 2021                                        |
| Suisse                                              | 21 690                                              | 26 juin 2021                                        |
| Espagne                                             | 19 360                                              | 05 juillet 2021                                     |
| Belgique                                            | 20 355                                              | 01 juillet 2021                                     |
| Pologne                                             | 14 723                                              | 21 juin 2021                                        |
| Irlande                                             | 14 875                                              | 23 juin 2021                                        |
| Lituanie                                            | 9 208                                               | 11 juin 2021                                        |
| Israël                                              | 8 019                                               | 24 juin 2021                                        |
| Norvège                                             | 8 056                                               | 23 juin 2021                                        |
| Slovénie                                            | 7 930                                               | 20 juin 2021                                        |
| Finlande                                            | 5 865                                               | 25 mai 2021                                         |
| Grèce                                               | 5.440                                               | 07 juin 2021                                        |
| Portugal                                            | 4 961                                               | 23 juin 2021                                        |
| Slovaquie                                           | 4.206                                               | 19 juin 2021                                        |
| Luxembourg                                          | 3975                                                | 25 mai 2021                                         |
| Croatie                                             | 3,941                                               | 11 juin 2021                                        |
| Autriche                                            | 3,666                                               | 20 juin 2021                                        |
| République tchèque                                  | 3 831                                               | 24 juin 2021                                        |
| Inde                                                | 3 812                                               | 01 juin 2021                                        |
| Lettonie                                            | 3.145                                               | 28 mai 2021                                         |
| Estonie                                             | 2 842                                               | 08 mai 2021                                         |
| Bulgarie                                            | 2889                                                | 17 mai 2021                                         |
| Mexique                                             | 1 476                                               | 24 juin 2021                                        |
| Thaïlande                                           | 736                                                 | 20 juin 2021                                        |
| Roumanie                                            | 646                                                 | 15 juin 2021                                        |
| Philippines                                         | 1 027                                               | 30 mars 2021                                        |
| Turquie                                             | 606                                                 | 25 mai 2021                                         |
| Corée du Sud                                        | 589                                                 | 08 juin 2021                                        |
| Aruba                                               | 549                                                 | 16 juin 2021                                        |
| Brésil                                              | 496                                                 | 01 juin 2021                                        |
| Australie                                           | 500                                                 | 04 juillet 2021                                     |
| Kenya                                               | 452                                                 | 03 juin 2021                                        |
| Cambodge                                            | 348                                                 | 26 juin 2021                                        |
| Saint-Martin                                        | 334                                                 | 24 juin 2021                                        |
| Russie                                              | 331                                                 | 12 juin 2021                                        |
| Curaçao                                             | 311                                                 | 19 mai 2021                                         |
| Sri Lanka                                           | 321                                                 | 25 juin 2021                                        |
| Ghana                                               | 367                                                 | 24 avril 2021                                       |
| Macédoine du Nord                                   | 249                                                 | 22 avril 2021                                       |
| Qatar                                               | 257                                                 | 23 mai 2021                                         |
| Singapour                                           | 189                                                 | 17 juin 2021                                        |
| Pakistan                                            | 180                                                 | 28 mai 2021                                         |
| Bonaire                                             | 174                                                 | 15 juin 2021                                        |
| Kazakhstan                                          | 174                                                 | 27 avril 2021                                       |
| Nouvelle-Zélande                                    | 150                                                 | 14 juin 2021                                        |
| Malte                                               | 148                                                 | 11 juin 2021                                        |
| Chili                                               | 155                                                 | 12 juin 2021                                        |
| Nigéria                                             | 143                                                 | 19 mars 2021                                        |
| Afrique du Sud                                      | 166                                                 | 17 juin 2021                                        |
| Gibraltar                                           | 131                                                 | 08 mars 2021                                        |
| Argentine                                           | 126                                                 | 07 mai 2021                                         |
| Équateur                                            | 147                                                 | 17 juin 2021                                        |
| Chine                                               | 116                                                 | 07 juin 2021                                        |
| Îles Canaries                                       | 110                                                 | 10 mars 2021                                        |
| Maroc                                               | 101                                                 | 22 avril 2021                                       |
| Costa Rica                                          | 115                                                 | 24 mai 2021                                         |
| Bangladesh                                          | 91                                                  | 08 juin 2021                                        |
| Colombie                                            | 87                                                  | 25 mai 2021                                         |
| Jordanie                                            | 81                                                  | 04 mai 2021                                         |
| Bosnie-Herzégovine                                  | 66                                                  | 21 juin 2021                                        |
| Irak                                                | 70                                                  | 09 mars 2021                                        |
| Guadeloupe                                          | 70                                                  | 08 juin 2021                                        |
| La Réunion                                          | 60                                                  | 08 juin 2021                                        |
| Angola                                              | 58                                                  | 23 avril 2021                                       |
| Gambie                                              | 53                                                  | 25 mars 2021                                        |
| Indonésie                                           | 56                                                  | 28 juin 2021                                        |
| Ukraine                                             | 52                                                  | 18 mars 2021                                        |
| L'Iran                                              | 52                                                  | 08 mai 2021                                         |
| Bahreïn                                             | 51                                                  | 14 juin 2021                                        |
| Guyane française                                    | 44                                                  | 22 mai 2021                                         |
| Guam                                                | 39                                                  | 11 mai 2021                                         |
| Gabon                                               | 35                                                  | 05 mai 2021                                         |
| Guinée Bissau                                       | 33                                                  | 05 février 2021                                     |
| Taïwan                                              | 32                                                  | 29 mai 2021                                         |
| Djibouti                                            | 62                                                  | 31 mars 2021                                        |
| Hongrie                                             | 29                                                  | 26 février 2021                                     |
| Albanie                                             | 27                                                  | 11 mars 2021                                        |
| Palestine                                           | 27                                                  | 09 avril 2021                                       |
| Vietnam                                             | 26                                                  | 06 mai 2021                                         |
| Géorgie                                             | 23                                                  | 06 avril 2021                                       |
| Serbie                                              | 23                                                  | 11 mars 2021                                        |
| Koweït                                              | 25                                                  | 05 juin 2021                                        |
| Martinique                                          | 22                                                  | 25 mai 2021                                         |
| Togo                                                | 21                                                  | 25 février 2021                                     |
| Emirats Arabes Unis                                 | 21                                                  | 29 décembre 2020                                    |
| Barbade                                             | 20                                                  | 21 mai 2021                                         |
| Islande                                             | 20                                                  | 05 janvier 2021                                     |
| Sainte-Lucie                                        | 20                                                  | 29 avril 2021                                       |
| Sénégal                                             | 24                                                  | 30 avril 2021                                       |
| Ouganda                                             | 17                                                  | 15 juin 2021                                        |
| Liban                                               | 16                                                  | 03 mai 2021                                         |
| Côte d'Ivoire                                       | 15                                                  | 09 mars 2021                                        |
| Jamaïque                                            | 15                                                  | 12 février 2021                                     |
| Surinam                                             | 15                                                  | 14 mai 2021                                         |
| Arménie                                             | 14                                                  | 18 mars 2021                                        |
| Cameroun                                            | 14                                                  | 17 avril 2021                                       |
| Égypte                                              | 13                                                  | 17 mai 2021                                         |
| Guinée                                              | 12                                                  | -                                                   |
| Malaisie                                            | 11                                                  | 04 juin 2021                                        |
| Népal                                               | 11                                                  | 02 juin 2021                                        |
| Chypre                                              | 10                                                  | 27 janvier 2021                                     |
| Wallis et Futuna                                    | 10                                                  | 19 avril 2021                                       |
| Trinité-et-Tobago                                   | 9                                                   | 04 mai 2021                                         |
| République Démocratique du Congo                    | 8                                                   | 28 mars 2021                                        |
| République dominicaine                              | 8                                                   | 14 avril 2021                                       |
| Pérou                                               | 15                                                  | 07 avril 2021                                       |
| Liechtenstein                                       | 7                                                   | 16 mai 2021                                         |
| Monténégro                                          | 7                                                   | 21 janvier 2021                                     |
| Rwanda                                              | 7                                                   | 21 mai 2021                                         |
| Antigua-et-Barbuda                                  | 5                                                   | 06 mai 2021                                         |
| Îles Caïmans                                        | 5                                                   | 15 mai 2021                                         |
| Îles Turques et Caïques                             | 5                                                   | 22 mars 2021                                        |
| Dominique                                           | 4                                                   | 01 avril 2021                                       |
| Paraguay                                            | 4                                                   | 08 avril 2021                                       |
| Porto Rico                                          | 4                                                   | 11 juin 2021                                        |
| Azerbaïdjan                                         | 3                                                   | 07 février 2021                                     |
| Biélorussie                                         | 3                                                   | 24 février 2021                                     |
| Burkina Faso                                        | 3                                                   | 03 février 2021                                     |
| Éthiopie                                            | 3                                                   | 04 février 2021                                     |
| Kosovo                                              | 3                                                   | 06 janvier 2021                                     |
| Malte                                               | 3                                                   | 10 juin 2021                                        |
| Moldavie                                            | 3                                                   | 03 mars 2021                                        |
| Monaco                                              | 3                                                   | 17 avril 2021                                       |
| République du Congo                                 | 4                                                   | 05 mars 2021                                        |
| Tunisie                                             | 7                                                   | 08 mars 2021                                        |
| Anguilla                                            | 2                                                   | 23 mars 2021                                        |
| Bermudes                                            | 2                                                   | 05 janvier 2021                                     |
| République centrafricaine                           | 2                                                   | -                                                   |
| Îles Féroé                                          | 2                                                   | 04 mai 2021                                         |
| Grenade                                             | 2                                                   | 08 avril 2021                                       |
| Malawi                                              | 2                                                   | 08 mars 2021                                        |
| Mayotte                                             | 2                                                   | 21 mai 2021                                         |
| Montserrat                                          | 2                                                   | 05 février 2021                                     |
| Myanmar                                             | 2                                                   | 28 mai 2021                                         |
| Somalie                                             | 6                                                   | 05 mars 2021                                        |
| Zambie                                              | 2                                                   | 11 février 2021                                     |
| Bélize                                              | 1                                                   | 20 janvier 2021                                     |
| Îles Vierges britanniques                           | 1                                                   | 19 avril 2021                                       |
| Guinée équatoriale                                  | 1                                                   | 09 février 2021                                     |
| Guatemala                                           | 1                                                   | 07 avril 2021                                       |
| Haïti                                               | 1                                                   | 19 mai 2021                                         |
| Honduras                                            | 1                                                   | 23 avril 2021                                       |
| Maurice                                             | 1                                                   | 10 janvier 2021                                     |
| Mozambique                                          | 1                                                   | 21 avril 2021                                       |
| Îles Mariannes du Nord                              | 1                                                   | 29 avril 2021                                       |
| Oman                                                | 30                                                  | 22 décembre 2020                                    |
| Arabie saoudite                                     | 1                                                   | 15 avril 2021                                       |
| Niger                                               | 1                                                   | 9 janvier 2021                                      |
| Libye                                               | 1                                                   | 5 juin 2021                                         |
| Soudan du Sud                                       | 1                                                   | 3 avril 2021                                        |
| Burundi                                             | 1                                                   | 27 mai 2021                                         |
| Monde (160 pays)                                    | Total : 1,208.985                                   | Total au 14 juillet 2021                            |

## Diffusion
Le premier cas était vraisemblablement celui d'une personne identifiée mi-septembre dans le Kent, au Royaume-Uni. Par la suite, plus d'un millier de cas avaient été identifiés mi-décembre 2020 au Royaume-Uni, essentiellement dans le sud-est de l'Angleterre. D'autres cas avaient été identifiés au Pays de Galles et en Écosse. Le quart environ des cas de Covid-19 à Londres (en) étaient provoqués par ce nouveau variant début novembre, proportion qui atteignait un tiers début décembre ; on estimait mi-décembre que 60 % des cas de Covid-19 à Londres étaient dus à ce nouveau variant. Au 20 décembre, neuf cas de VOC-202012/01 avaient été identifiés au Danemark, quatre en Belgique et un aux Pays-Bas, en Australie et en Italie. Peu après, ce variant fut également trouvé en Islande et à Gibraltar,, puis à Singapour, en Israël et en Irlande du Nord le 23 décembre,, en Allemagne et en Suisse le 24 décembre,, et en Irlande, au Japon et en France le 25 décembre,. Fin décembre 2020, le variant britannique s'était répandu en Europe, en Amérique du Nord (Canada, États-Unis), en Asie (Corée du Sud), en Amérique du Sud (Chili) et en Asie du Sud (Inde) notamment.
Considéré comme 50 à 70 % plus contagieux, ce variant prend rapidement l'avantage sur le virus initial en France : il représente 35% des virus circulant en France ou aux Etats-Unis à la mi-mars 2021,, et il représente la quasi-totalité des cas détectés début mai.